# Edoardo Dalbono

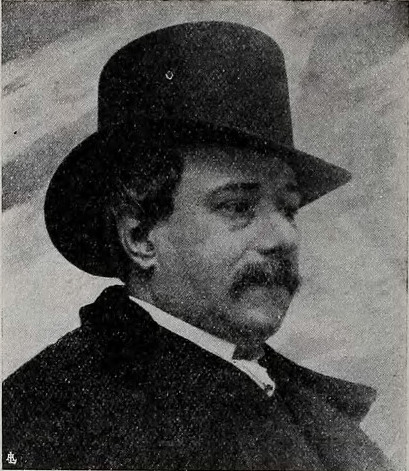
Porträt von Edoardo Dalbono

Edoardo Dalbono (* 10. Dezember 1843 in Neapel; † 23. August 1915 ebenda) war ein italienischer Maler.
Edoardo Dalbono erlernte das Künstlerhandwerk bei Nicola Palizzi und Domenico Morelli. Er hielt in seinen Werken das neapolitanische Volksleben fest. 

## Werke (Auswahl)

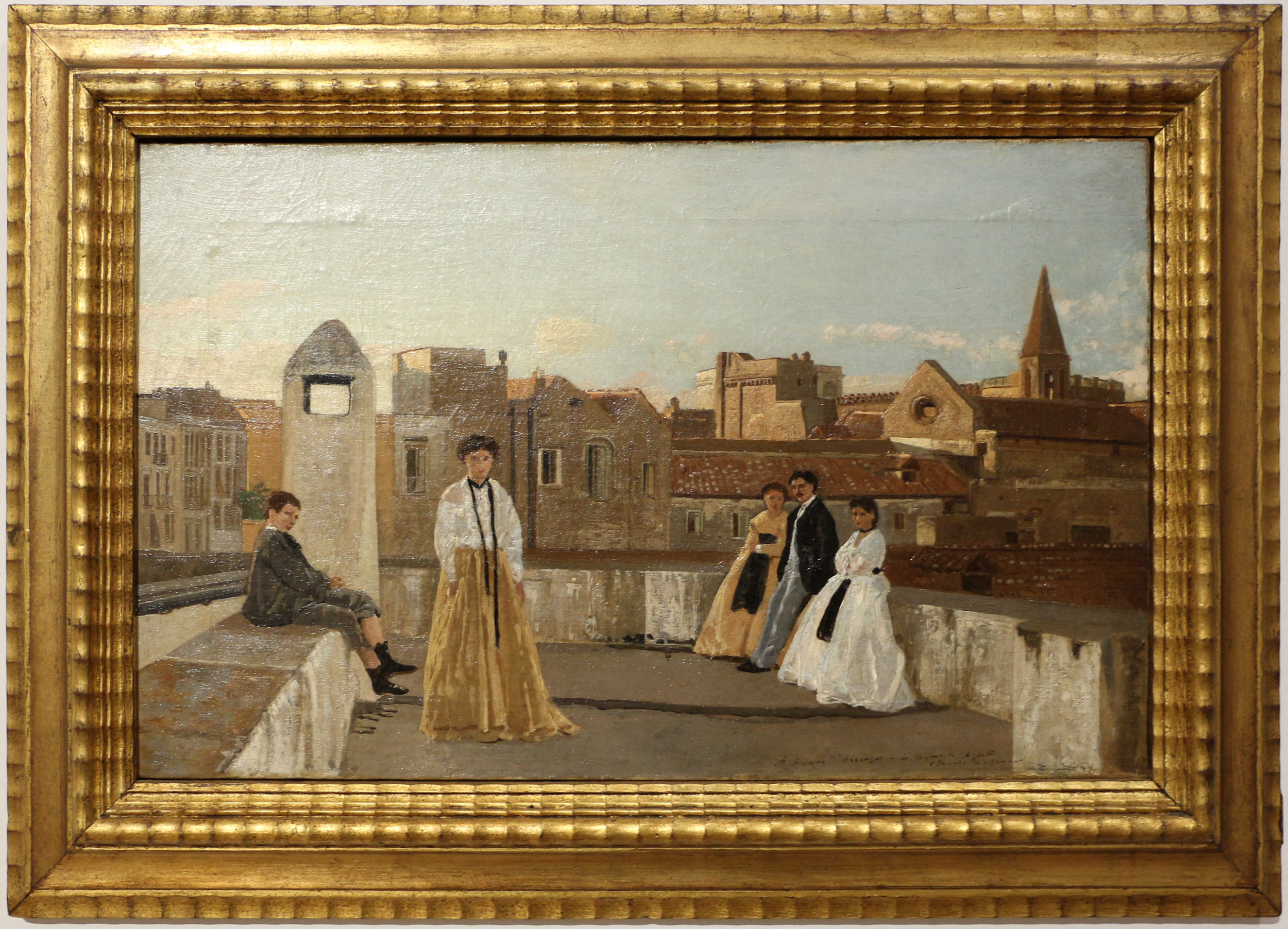
La terrazza, 1865
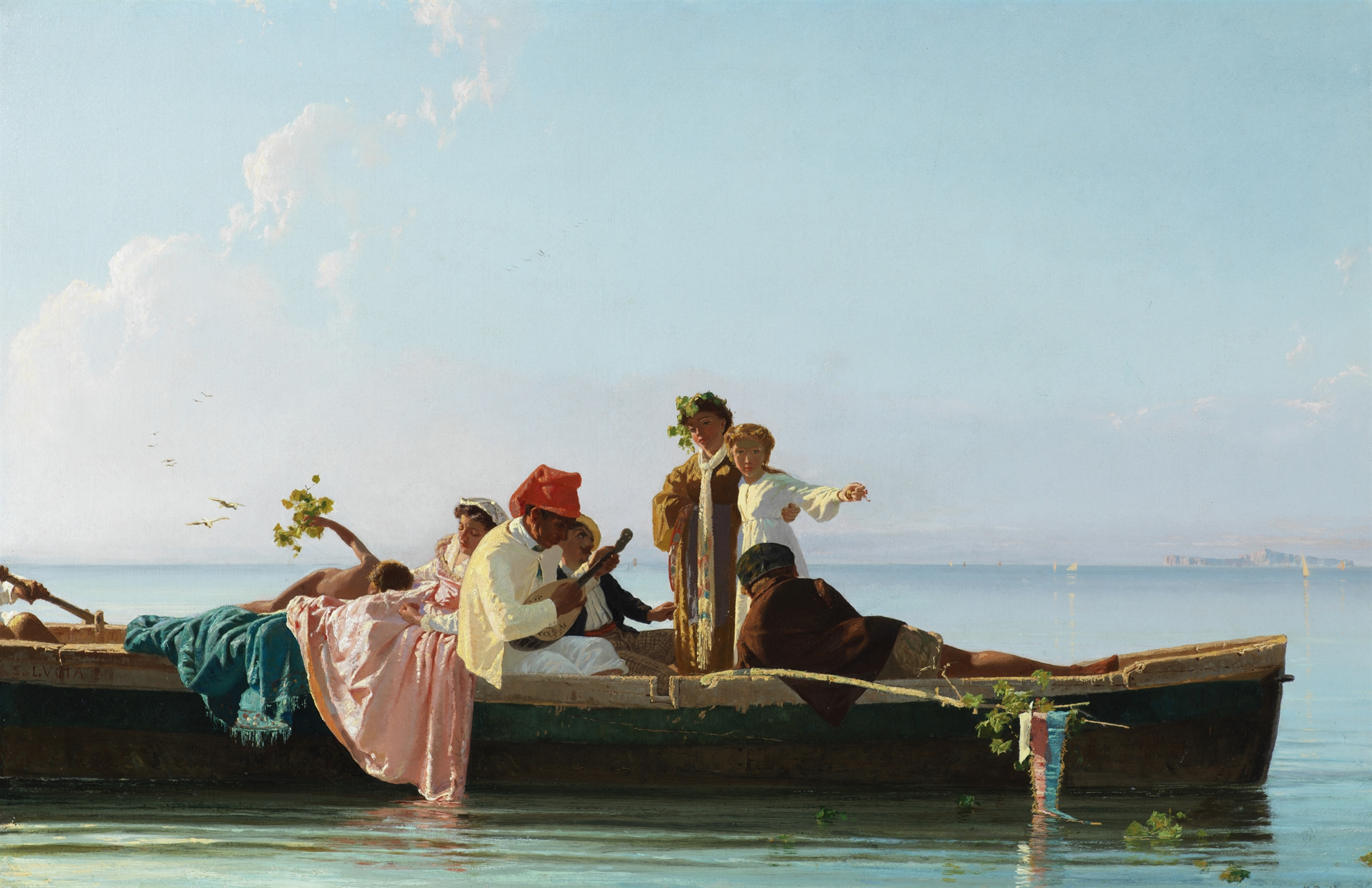
Da Frisio a Santa Lucia, 1866
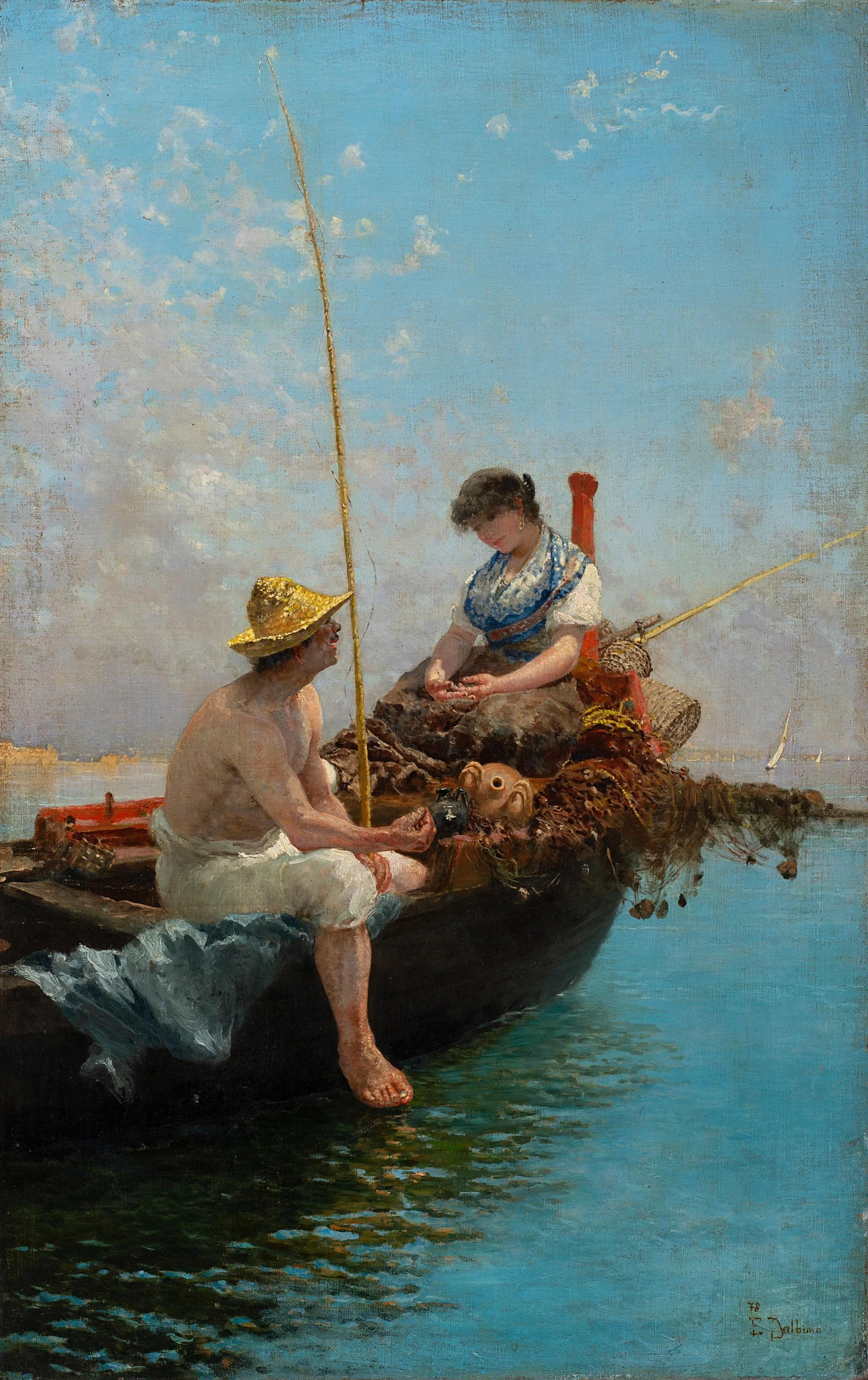
Idillio del pescatore, 1878
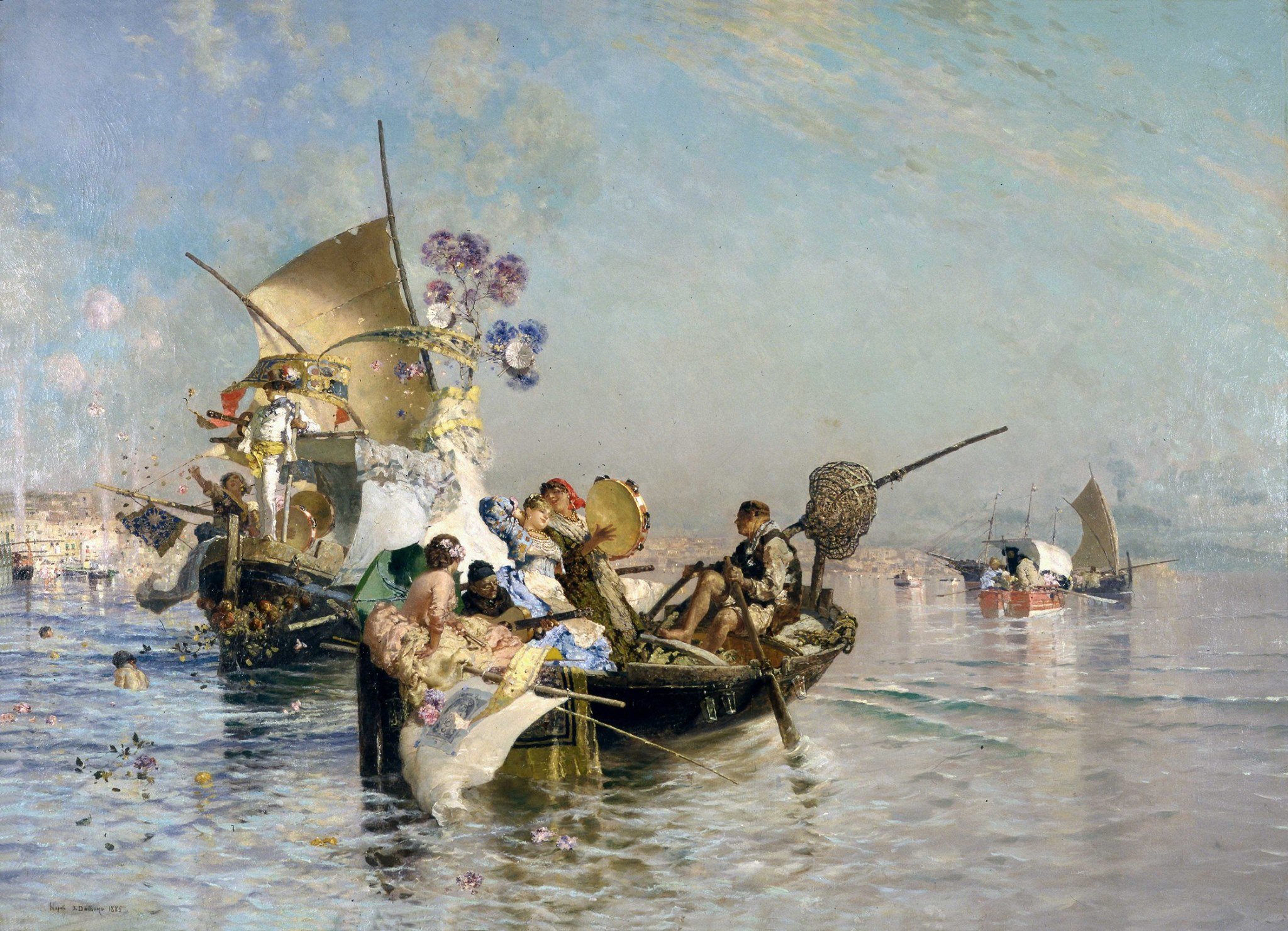
La canzone nova con parole e musica, 1885
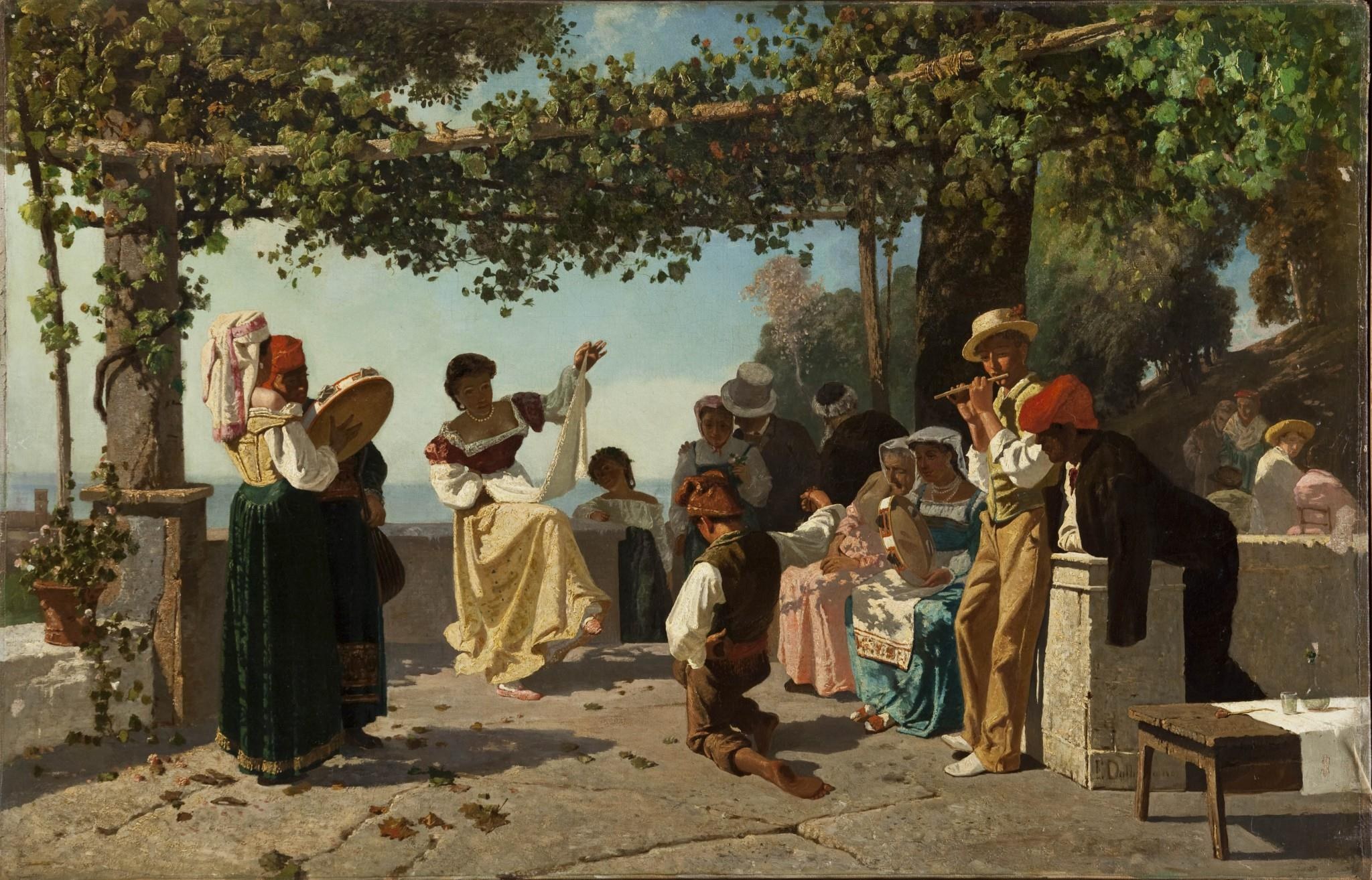
La tarantella

Dalbonos Werke sind unter anderem im Museo Revoltella in Triest ausgestellt.